# Làser de fluorur d'hidrogen
El làser de fluorur d'hidrogen és un làser químic que emet en l'infraroig i pot assolir potències, en funcionament continu, de l'ordre del megavat (MW). El seu medi actiu és el fluorur d'hidrogen, a vegades substituït per fluorur de deuteri. Els làsers de fluorur d'hidrogen operen a una longitud d'ona de 2,7-2,9 µm, que és una banda absorbida per l'atmosfera terrestre, de forma que, excepte en condicions de buit, el feix làser s'atenua ràpidament. En canvi, si s'utilitza fluorur de deuteri, en lloc de fluorur d'hidrogen, l'emissió té lloc a uns 3,8 µm, que és una banda que no pateix absorció atmosfèrica.